# Grotte János Molnár
La grotte János Molnár (en hongrois : Molnár János-barlang), est située dans le 2e arrondissement de Budapest, en Hongrie. Longue de 6 kilomètres et en partie immergée, elle se trouve entre 100 et 116 mètres au-dessous du niveau de la mer et possède au moins deux entrées accessibles à l'homme. Elle fait partie du patrimoine mondial de l’UNESCO. L’eau en provenance des profondeurs est chaude alors que l’eau froide provient des collines de Buda. Cette eau alimente par la suite les thermes Szent Lukács. 
La plus grande salle découverte à ce jour a une longueur approximative de 86 mètres, une largeur de 27 mètres et une hauteur de 15 mètres.

## Histoire
Découverte par le pharmarcien János Molnár en 1856, l'exploration n'a réellement débuté que dans les années 1950.